# Фридрих Вилхелм фон Щолберг
Фридрих Вилхелм фон Щолберг-Щолберг (на немски: Friedrich Wilhelm zu Stolberg-Stolberg; * 7 февруари 1639, Щолберг; † 23 август 1684, Щолберг) е граф на Щолберг-Щолберг в Харц, господар на Келбра и Херинген.

## Произход и управление
Той е най-малкият син на граф Йохан Мартин фон Щолберг (1594 – 1669), основател на „младата линия“ на графската фамилия Щолберг, и съпругата му графиня
Агнес Елизабет фон Барби-Мюлинген (1600 – 1651), дъщеря на граф Йост II фон Барби-Мюлинген-Розенбург (1544 – 1609) и втората му съпруга София фон Шварцбург-Рудолщат (1579 – 1630)
Брат е на Кристоф Лудвиг I (1634 – 1704), граф на Щолберг-Щолберг, и на Хайнрих Гюнтер (1637 – 1656).
След смъртта на баща му на 22 май 1669 г. Фридрих Вилхелм и по-големият му брат Христоф Лудвиг I поемат заедно управлението.

## Фамилия
Фридрих Вилхелм се жени на 1 декември 1674 г. в Дрезден за Христина Елеонора фрайин фон Фризен (* 7 септември 1659, Дрезден; † 20 септември 1696, Кьонигсбрюк), дъщеря на барон Хайнрих III фон Фризен (1610 – 1680), саксонски директор на тайния съвет, и Мария Маргарета фон Люцелбург (1632 – 1689). Те нямат деца.